# Văleni (gmina Bucium)
Văleni – wieś w Rumunii, w okręgu Alba, w gminie Bucium. W 2011 roku liczyła 13 mieszkańców.